# Elementos de semiología
Elementos de semiología es un libro escrito por Roland Barthes donde analiza las principales aportaciones de diversos autores sobre el campo de la semiótica o semiología en su tradición más francófona y estructuralista. 
Barthes plantea en el libro que la semiología tiene por objeto todos los sistemas de signos, cualquiera fuere la sustancia y los límites de estos sistemas. 
El autor francés afirma que los elementos que componen la semiología se derivan de la lingüística estructural y son: la lengua y el habla, el significado y el significante, el sintagma y el paradigma y la denotación y la connotación.

## Significado y significante
Barthes explica que en el planteamiento de Ferdinand de Saussure los componentes del signo son el significante y el significado, donde el plano del significante constituye el plano de la expresión y el plano del significado está compuesto por el plano del contenido. 
El significado no es una cosa sino la representación psíquica de una cosa, es decir es un concepto, según la descripción saussureana mientras que el significante es un mediador. 
Así, el signo es una entidad de dos caras que confluyen en el proceso de la significación. Para Barthes el nexo entre significante y significado en la lengua es contractual en principio, pero está establecido por un contrato colectivo, inscrito en una temporalidad amplia.
- Datos: Q5358934